# 1828
Het jaar 1828 is het 28e jaar in de 19e eeuw volgens de christelijke jaartelling.

## Gebeurtenissen
februari
- 4 -  Jean Baptiste Guimet wint de prijs voor de uitvinding van synthetisch ultramarijn. De Société pour l'Encouragement d'Industrie had in 1824 een prijs van 6000 franc uitgeloofd.
- 6 - Er wordt  een overheidsbank gesticht in Fort Amsterdam (Curaçao) als Bank van Leening.
- maart - Koning Willem I ziet af van de aanleg van het Markens kanaal en de afdamming van het IJ.

april
- 4 - De Nederlander Casparus van Houten (sr.) krijgt een brevet, omdat hij de chocolade (oplosbaar cacaopoeder) heeft uitgevonden.
- 4 - Kolonel Ramón Bernabé Estomba sticht het Argentijnse fort, dat later de stad Bahía Blanca wordt.
- 4- Noah Webster publiceert de eerste editie van zijn woordenboek, An American Dictionary of the English Language.

juni
- 2 - De gemeenteraad van Utrecht besluit tot het slechten van de stadsmuren en het uitbreiden van de stad.
- 12 - De Osmaanse stad Anapa wordt na een anderhalve maand durend beleg ingenomen door de Russische Zwarte Zeevloot onder leiding van admiraal Greig en prins Mensjikov.

juli
- 23 - In de Zuidelijke Nederlanden sluiten de katholieken een monsterverbond met hun traditionele vijanden de liberalen. Dit unionisme wordt de drijvende kracht van de oppositie tegen koning Willem I.

augustus
- 10 - In Calcutta wordt de Brahmo Samaj opgericht, een hindoe hervormingsbeweging.
- 11 - Ranavalona I wordt koningin van het Koninkrijk Madagaskar.
- 19 - Eerste bewezen beklimming van de Finsteraarhorn in de Berner Alpen door Jakob Leuthold en Johann Wahren.

september
- 22 - Koning Shaka Zoeloe van Zoeloeland wordt door zijn halfbroers geliquideerd.
- 23 - Het Rijnlands Zendingsgenootschap wordt gevormd uit kleinere zendingsgenootschappen, die teruggaan tot 1799. zijn eerste zendelingen worden tegen het einde van het jaar uitgezonden naar Zuid-Afrika.
- 25 - In Groot-Colombia vindt een mislukte moordaanslag plaats op president Simon Bolivar. In verband daarmee wordt de ontslagen vice-president Francisco Santander gearresteerd.

oktober
- 7 - Het eerste Reglement op de Posterijen te Suriname wordt uitgevaardigd.
- Troepen van het Verenigd Koninkrijk, Frankrijk en Oostenrijk verdrijven Ibrahim Pasha uit Griekenland.
- In Nederlands-Indië wordt de burgerlijke stand ingevoerd.

november
- Siam bezet het koninkrijk Vientiane.

zonder datum
- Pogingen van Nederland om een 3e West-Indische compagnie op te richten mislukken.
- Door de omzetting van ammoniumcyanaat naar ureum lukt het Wöhler voor het eerst een "organische verbinding" in het laboratorium uit een anorganische verbinding te bereiden.

## Bouwkunst

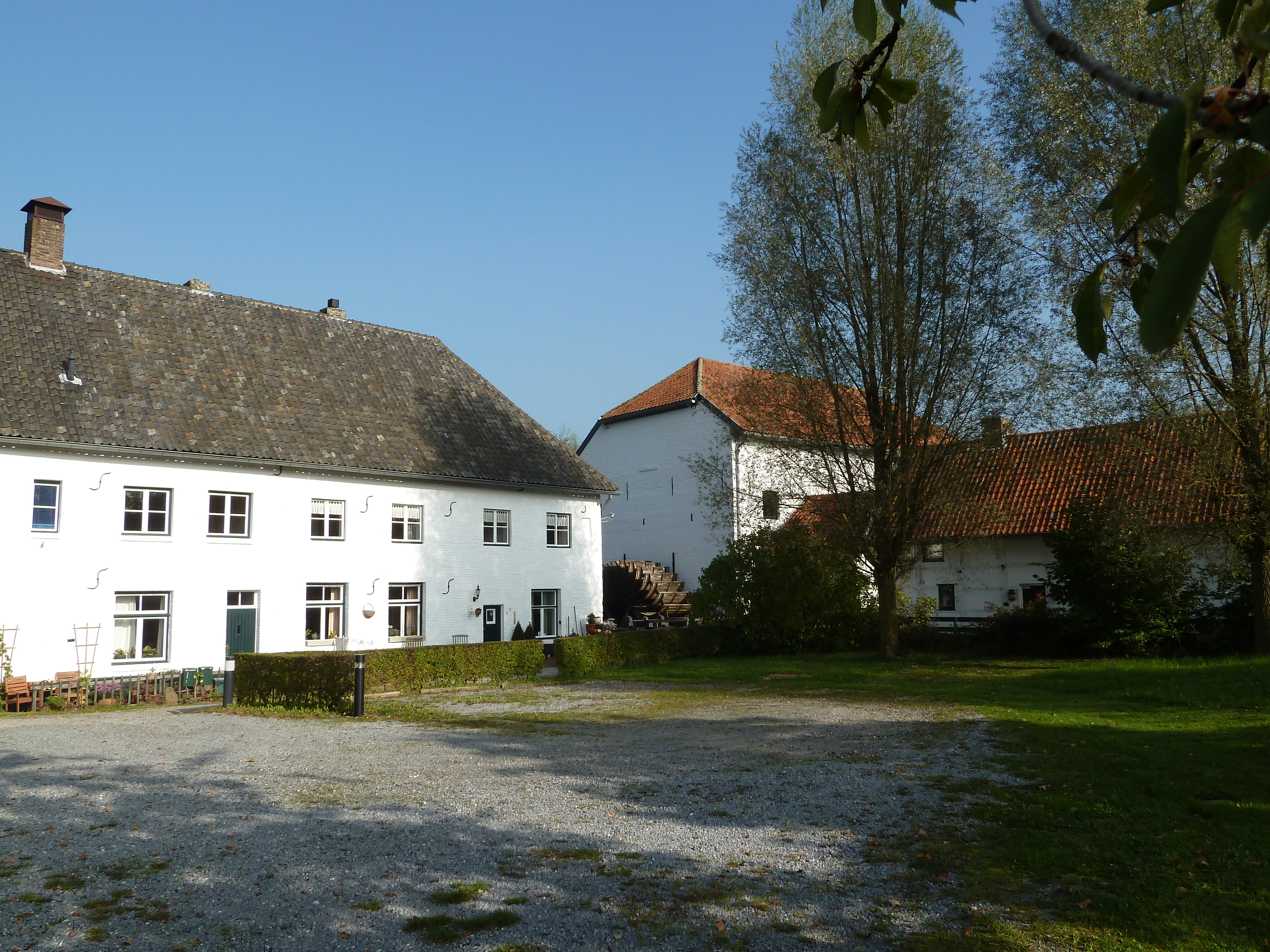
Bovenste Molen (Mechelen), Limburg (1828)

## Geboren
januari
- 25 - Charles Allston Collins, Engels schilder en schrijver (overleden 1873)

februari
- 8 - Jules Verne, Frans auteur en pionier in het sciencefictiongenre (overleden 1905)
- 12 - George Meredith, Engels dichter en romanschrijver (overleden 1909)
- 15 - Johan Hendrik van Dale, Nederlands onderwijzer en woordenboekmaker (overleden 1872)
- 13 - Auguste de T'Serclaes, Vlaams politicus (overleden 1893)
- 28 - Vital Moreels, Vlaams politicus (overleden 1908)

maart
- 3 - Georgius Breuker, Nederlands architect (overleden 1878)
- 7 - Manuel Romero Rubio, Mexicaans politicus en jurist (overleden 1895)
- 11 - Leendert Burgersdijk, Nederlands bioloog en Shakespearevertaler (overleden 1900)
- 20 - Henrik Ibsen, Noors dichter en toneelschrijver (overleden 1906)

april
- 6 - Willoughby Smith, Engels elektrotechnicus (overleden 1897
- 6 - Cromwell Fleetwood Varley, Engels elektrotechnicus (overleden 1883)
- 14 - Julius Reisinger, Oostenrijks balletdanser en choreograaf (overleden 1892)

mei
- 2 - Désiré Charnay, Frans archeoloog (overleden 1915)
- 8 - Henri Dunant, Zwitsers bankier en oprichter van het Rode Kruis (overleden 1910)
- 12 - Dante Gabriel Rossetti, Engels dichter en kunstschilder (overleden 1882)

juli
- 17 - George Bernard O'Neill, Engels kunstschilder (overleden 1917)
- 27 - Lodewijk Willem Ernst Rauwenhoff, Nederlands theoloog, predikant en hoogleraar (overleden 1889)

augustus
- 6 - Andrew Still, Amerikaans arts en grondlegger van de osteopathie (overleden 1917)

september
- 9 - Leo Tolstoj, Russisch schrijver (overleden 1910)

oktober
- 24 - Aäron Adolf de Pinto, Nederlands jurist en vicepresident van de Hoge Raad (overleden 1907)
- 31 - Joseph Swan, Engels schei-, natuurkundige en uitvinder (overleden 1914)

november
- 14 - Charles de Freycinet, Frans politicus (overleden 1923)
- 17 - Valentinus Paquay, Vlaams priester en zalige (overleden 1905)
- 19 - Rani Lakshmibai, Indiaas koningin en rebel (overleden 1885)

december
- 9 - Joseph Dietzgen, Duits filosoof en leerlooier (overleden 1888)
- 18 - Viktor Rydberg, Zweeds schrijver, dichter en cultuurhistoricus (overleden 1895)
- 22 - Eduard Schönfeld, Duits astronoom (overleden 1891)

## Overleden
januari
- 10 - Henri Daniel Guyot (74), Nederlands predikant, oprichter doveninstituut
- 16 - Claire de Duras (50), Frans schrijfster

april
- 15 - Francisco Goya (82), Spaans kunstschilder
- 25 - Johannes Goldberg (64), Nederlands politicus

augustus
- 27 - Eise Eisinga (84), Fries astronoom

september
- 23 - Richard Parkes Bonington (25), Engels kunstschilder

november
- 19 - Franz Schubert (31), Oostenrijks componist

december
- 1 - Shaka Zoeloe (47), Zoeloekoning

datum onbekend
- Victor van Aveyron (ca. 40), Frans wolfskind